# Hr.Ms. Dreg III
Mr.Ms. Dreg III was een opnemingsvaartuig van de Koninklijke Marine en deed dienst in de periode 1950-1970.

## Geschiedenis
Het is een schip uit de serie van vier schepen, de Dreg I, II, III en IV, die werden ingezet om gegevens te verzamelen voor het maken van zeekaarten en voornamelijk voor het inmeten van de zeebodem. Het was daarom van oorsprong een schip van de Dienst der Hydrografie. 
Bij het maken van zeekaarten was het van belang de waterdieptes te meten (opnemingen) van een strook zeebodem of torn. Al deze dieptes werden later op een kaart uitgezet, waarbij de punten met dezelfde diepte verbonden werden, zodat een diepteprofiel ontstond. Het probleem was, dat niet zeker was of tussen de stroken of tornen een zandbank of wrak lag. Daarom werden deze niet gemeten stukken afgedregd, zodat veel zekerder werd dat schepen met een bepaalde diepgang daar veilig konden passeren.
Dit afdreggen gebeurde met twee parallel varende dregboten die een onder water op een bepaalde diepte hangende lijn tussen zich in hadden. Deze lijn hing aan tonnen, waarop met een liertje de diepte ingesteld kon worden. Bleef de lijn ergens achter haken, dan moest die plek nader onderzocht worden.
De Dreg III en IV werden in eerste instantie ingezet voor het in kaart brengen van wrakken op de Noordzee en op de Schelde, daarna toegevoegd aan de Rijksopnemingsvaartuigen Hydrograaf en later de Zeefakkel vanuit Den Helder. Deze schepen hebben in 1953 ook nog een rol gespeeld bij de evacuatie van slachtoffers van de watersnoodramp in Zeeland. 
De Dreg III is later ter assistentie van de Dreg I en Dreg II in 1955 ingezet in Nieuw-Guinea om de werkzaamheden te versnellen. In 1962 kwamen de drie Dreg-boten naar Nederland terug en zijn toen verder ingezet in Nederland. Samengewerkt werd veel met Rijksopnemingsvaartuig Zeefakkel maar ook wel met de tonnenleggers Terschelling en Zaandam. De Dreg-boten werden vanuit Den Helder ingezet voor assistentie bij opnemingen. Een deel van dat werk werd met Rijkswaterstaat uitgevoerd, waarbij de boten van grijs naar geel werden overgeschilderd. 
Het schip werd samen met de Dreg I en Dreg II op 6 april 1970 uit dienst gesteld en afgestoten, en via de Dienst Domeinen werd de Dreg III in oktober 1970 verkocht aan een particulier. Het schip werd rond 1971 door de nieuwe eigenaar voorzien van twee nieuwe DAF-dieselmotoren van elk 120 pk, een Decca-radarinstallatie en een nieuw instrumentenpaneel. In 1973 liet hij het schip van een geheel nieuwe aluminium opbouw van het stuurhuis en de verblijfsruimte voorzien. Hij zette vanaf 1971 het schip behalve voor pleziervaart ook in om personeel van en naar booreilanden op de Noordzee te vervoeren. Vanaf 1972 tot 1981 kreeg het schip de naam Gricor. Na 1981 is het schip een aantal malen van eigenaar verwisseld, en heeft het schip later gediend als particulier opnemings- en duikersvaartuig. In 2001 kreeg het schip de naam Poolster en had  Rotterdam als thuishaven, waarbij het een donkerblauwe romp en een witte opbouw opbouw kreeg. De laatst bekende bestemming was de pleziervaart, en dat er vaartochten met het schip werden georganiseerd naar verschillende bestemmingen, zoals havensteden (Kopenhagen, 2023). De thuishaven is Tholen.

## Externe websites
- Actuele vaargegevens en foto's over de Poolster (ex-Dreg III)